# Restos de Nada (álbum)
Restos de Nada é o álbum de estréia da banda de punk rock brasileira, Restos de Nada, lançado originalmente 1987, e relançado em 2002 pela mesma gravadora, Devil Discos. Historicamente falando, é considerado o primeiro álbum de punk rock brasileiro.

## História
Algumas das músicas foram escritas no final dos anos 70 (exceto por "Direito Á Preguiça", que fora escrita em 1982), sendo o instrumental em grande parte composto pelo guitarrista, Douglas Viscaino, enquanto a capa álbum foi desenhada pelos próprios integrantes, Douglas e Ariel - este último sendo o vocalista da banda no álbum. A última faixa, trata-se de uma gravação ao-vivo da banda de 1979, colocada como faixa bônus.

## Faixas
1. "Restos de Nada" (Clemente)
2. "Ninguém é meu Igual"(Douglas e Ariel)
3. "Ódio" (Douglas e Ariel)
4. "Deixem-me Viver" (Clemente)
5. "Somos Todos Escravos de um Balde de Lixo" (Douglas)
6. "Desequilíbrio" (Douglas e Índio)
7. "Classe Dominante" (Douglas e Ariel)
8. "Direito à Preguiça" (Douglas e Neli)
9. "Esperança de Liberdade" (Douglas e Ariel)
10. "Rebeldia Incontida" (Douglas e Ariel)
11. "R.D.N. I"
12. "Estrutura de Bronze" (Clemente e Douglas)
13. "Trechos de Show - Construção (V.Mazzei '79) / Comentários (Olimpop - Rede Tupi '80)"

## Pessoal

### Restos de Nada
- Douglas A. Viscaino - Guitarra
- Ariel - Vocal
- Clemente - Baixo
- Carlos A. Campos - Bateria

### Produção
- Produção - Dru Arnaldinho Macchione, Edy Bianchi e Restos de Nada
- Fotografia - Cidval Heredia (Kid)
- Engenharia de áudio - Ray Spagnulolo
- Capa - Douglas A. Viscaino e Ariel

### Músicos adicionais
- Irene Incaó - Backing Vocals em "Classe Dominante"